# Hötjärnen (Råneå socken, Norrbotten)
Hötjärnen är en sjö i Luleå kommun i Norrbotten och ingår i Vitåns huvudavrinningsområde. Sjön har en area på 0,0537 kvadratkilometer och ligger 118 meter över havet. Sjön avvattnas av vattendraget Hötjärnbäcken.

## Delavrinningsområde
Hötjärnen ingår i det delavrinningsområde (734238-179273) som SMHI kallar för Mynnar i Vitån. Medelhöjden är 140 meter över havet och ytan är 12,6 kvadratkilometer. Det finns inga avrinningsområden uppströms utan avrinningsområdet är högsta punkten. Hötjärnbäcken som avvattnar avrinningsområdet har biflödesordning 2, vilket innebär att vattnet flödar genom totalt 2 vattendrag innan det når havet efter 28 kilometer. Avrinningsområdet består mestadels av skog (73 procent) och sankmarker (20 procent). Avrinningsområdet har 0,16 kvadratkilometer vattenytor vilket ger det en sjöprocent på 1,3 procent.